# Quercus sichourensis
Quercus sichourensis — вид рослин з родини букових (Fagaceae), поширений у Китаї.

## Опис
Дерево до 20 метрів заввишки. Гілочки товсті, з круглими, сірувато-коричневими сочевичками. Листки шкірясті, товсті, від довгастих до овально-еліптичних, 12–21 × 5–9 см; верхівка гостра; основа округла або широко клиноподібна; край трохи зубчастий біля верхівки; верх блискучий зелений; низ білуватий, волосистий; ніжка листка спочатку вониста, 25–35 мм. Жолуді сплющені, вдавлені на верхівці, у довжину 20 мм, у шир 30–40 мм, майже всі закриті чашечкою; чашечка тонка, з 9–10 концентричними кільцями.

## Середовище проживання
Поширення: Китай (Юньнань). Росте на висотах від 800 до 1500 метрів у широколистяних вічнозелених лісах.

## Загрози
Є мало інформації про використання та торгівлю цим видом, але він може бути вразливим через місцевий збір дров.